# Franco Joppi
Franco Joppi (* 23. Jänner 1989 in Dornbirn) ist ein österreichischer Fußballspieler auf der Position eines Mittelfeldspielers. Zurzeit spielt er beim FC Dornbirn 1913.

## Karriere

### Karrierebeginn in Dornbirn
Seine aktive Karriere als Fußballspieler begann Joppi im Dezember 1997 im Nachwuchsbereich seines Heimatvereins, dem FC Dornbirn. Dort durchlief er bis 2008 verschiedene Jugendspielklassen und war zudem von 2005 bis 2008 in der Akademie des Bundeslandes Vorarlberg engagiert. In seiner Jugendzeit war Joppi vermehrt defensiv im Einsatz, was auch die Statistik aus seinen Jugendzeiten bestätigt. Bei all seinen Einsätzen kam er nur selten zum Torerfolg, da er oftmals nicht nur im defensiven Mittelfeld, sondern auch als Verteidiger eingesetzt wurde. In der Saison 2006/07 kam er in elf Ligaspiel in der von Toto gesponserten U-19-Jugendliga zum Einsatz, weitere 24 Ligaauftritte folgten in der Folgespielzeit, in der er unter anderem ein Eigentor erzielte. Bereits im Oktober 2006 debütierte er für seinen Stammverein Dornbirn in der Regionalliga, als er am zwölften Spieltag der Saison 2006/07 gegen die WSG Wattens in der Startelf stand und in der 74. Minute durch Ümit Kandilli ersetzt wurde.
Nach guten Leistungen in der Jugend wurde Joppi schließlich vor Saisonbeginn 2008/09 vom neuen Trainer Armand Benneker fest in den Kader des Regionalligateams geholt, nachdem er bereits zuvor unter Beobachtung des ungarischen Trainers der Mannschaft, József „Taki“ Takács, stand. Fast über die gesamte Saison hinweg kam Joppi vorwiegend als Ersatzspieler zu seinen Einsätzen, gegen Saisonende kam er auch vermehrt über die volle Spieldauer zum Einsatz kam. Seinen ersten Treffer steuerte er am 21. März 2009 bei, als er in der 91. Spielminute zum 4:0-Endstand in der Partie gegen den FC Rot-Weiß Rankweil traf, nachdem er erst kurz zuvor für Deniz Mujić auf den Rasen kam. Über die gesamte Spielzeit hinweg brachte er es so auf insgesamt 27 Meisterschaftseinsätze, in denen er sechs Treffer erzielte. Dabei war er am 30. Mai 2009 beim 2:1-Heimerfolg über den SV Seekirchen der Spieler des Abends, als er binnen zehn Minuten beide Tore seiner Mannschaft erzielte. Am Saisonende rangierte Joppi mit dem Team auf dem ersten Tabellenplatz der RL West und fixierte sich so den Meistertitel 2008/09 und stieg mit der Mannschaft in die zweithöchste österreichische Fußballliga, die Erste Liga, auf. Doch zuvor warteten für die Verantwortlichen des Vereins lange Verhandlungen, ehe schließlich Anfang Juni 2009 die Lizenz für die Erste Liga erhalten wurde und der FC Dornbirn als einer von vier Vorarlberger Vereine seinen Spielbetrieb in Österreichs Zweitklassigkeit aufnehmen durfte.

### Profi für eine Spielzeit
Nachdem er in der vorhergegangenen Saison ausschließlich in der ersten Kampfmannschaft kam Joppi zur Spielzeit 2009/10 erstmals in der zweiten Herrenmannschaft des Vereins zum Einsatz. Für das Team, das gerade erst aus der fünfklassigen 1. Landesklasse in die Vorarlbergliga aufgestiegen war, absolvierte er über die gesamte Saison hinweg fünf Meisterschaftsspiele, wobei er ein Tor erzielte. Sein Mannschaftsdebüt gab er dabei am 22. August 2009 beim 3:3-Heimremis gegen den FC Rätia Bludenz, als er über die gesamte Spieldauer am Platz stand und in der 53. Spielminute zum 3:1-Führungstreffer traf. Nachdem er in der Vorsaison bereits in einem ÖFB-Cup-Spiel gegen den Bundesligisten SK Sturm Graz zu einem Kurzeinsatz gekommen war und so sein Debüt in diesem Bewerb gab, kam Joppi zur Cupsaison 2009/10 zu weiteren zwei Pokaleinsätzen. Mit dem Team schied er dabei im Achtelfinale gegen die SV Ried aus. Sein Debüt in der Ersten Liga und somit auch sein Profidebüt gab Franco Joppi bereits in der ersten Runde, als er bei der 0:2-Auswärtsniederlage gegen den SKN St. Pölten, als er über die gesamte Matchdauer durchspielte. Bis zur elften Runde kam Joppi in jedem Meisterschaftsspiel zum Einsatz, schied dann aber verletzungsbedingt aus. Nach drei Einsätzen zwischen der 14. und 16. Runde blieb der 20- bzw. 21-Jährige Mittelfeldakteur beinahe ein halbes Jahr ohne Einsatz, ehe er kurz vor Meisterschaftsende wieder sporadisch zum Einsatz kam. Aufgrund der schlechten Mannschaftsleistung schied das Team allerdings zu Saisonende aus dem Profifußball aus.
Noch während der Meisterschaft taten sich neben den sportlichen Problemen des Klubs auch finanzielle auf, da es dem Verein am nötigen Geld fehlte. Da dem FC Dornbirn schließlich auch die Profilizenz für die nachfolgende Saison verwehrt wurde, stieg der Klub wieder in die Drittklassigkeit ab. Auch die zweite Mannschaft des Vereins, in der Joppi kurz zum Einsatz kam, musste den erneuten Abstieg in die Fünftklassigkeit antreten, da laut den Bestimmungen des Vorarlberger Fußballverbandes, die zweite Mannschaft eines Vereins beim Abstieg der ersten Mannschaft in eine 1b-Elf umgewandelt werden muss und dabei nur bis in der fünftklassigen 1. Landesklasse spielen darf, nicht aber in der Vorarlbergliga. Obwohl die Amateure nach einer späten Aufholjagd gerade noch den Klassenerhalt geschafft hätte, mussten auch sie den Abstieg antreten.

### Über Umwege zurück nach Dornbirn
Joppi verließ Dornbirn nach der Saison 2010/11 und wechselte zum viertklassigen FC Blau-Weiß Feldkirch. Nach 14 Einsätzen für Feldkirch in der Vorarlbergliga wechselte er im Jänner 2012 zum Regionalligisten Schwarz-Weiß Bregenz. Für den Verein aus der Landeshauptstadt absolvierte er in zwei Jahren 46 Regionalligaspiele, in denen er zehn Tore erzielen konnte.
Im Jänner 2014 wechselte Joppi in die Schweiz zum unterklassigen FC Diepoldsau. Nach einem halben Jahr im Ausland kehrte er zu Dornbirn zurück. Verletzungsbedingt nahm er in der Rückrunde der Saison 2016/17 nicht am Trainingsbetrieb von Dornbirn teil. Mit Dornbirn stieg er 2019 wieder in die 2. Liga auf. Nach drei weiteren Zweitligasaisonen mit Dornbirn verließ er den Klub nach der Saison 2021/22 nach acht Jahren und wechselte zum viertklassigen FC Andelsbuch.

## Familie / Privates
Franco Joppis älterer Bruder René (* 1987) ist ebenfalls im Fußballsport aktiv, jedoch nicht wie sein Bruder als Feldspieler, sondern als Torhüter. Auch er absolvierte einige Einsätze für den FC Dornbirn, als dieser seinen Spielbetrieb noch in der Regionalliga West hatte. Jedoch wurde René Joppi, der an der FH Vorarlberg in Dornbirn studiert, vorwiegend in der zweiten Mannschaft eingesetzt. Aktuell ist der 23-Jährige beim FC Schlins in der Vorarlbergliga engagiert.
Zusammen mit anderen Profi- bzw. Amateurfußballspielern besuchte Joppi die „HAS Bregenz“. Zu seinen Klassenkameraden, mit denen er zusammen im Jahre 2007 die Abschlussprüfung machte und aus der Schule austrat, waren Rifat Şen (Dornbirn), Gilles Ganahl, Andreas Simma (beide Altach), Sercan Altundas (SC Bregenz), Çetin Batir (zuerst SC Bregenz, später Viktoria Bregenz), Metin Batir (FC Lustenau 07) und Sebastian Beer (FC Hard).